# Quadroppia michaeli
Quadroppia michaeli är en kvalsterart som beskrevs av Sandór Mahunka 1977. Quadroppia michaeli ingår i släktet Quadroppia och familjen Quadroppiidae. Inga underarter finns listade i Catalogue of Life.